# Större tallkvistbock
Större tallkvistbock (Pogonocherus fasciculatus) är en skalbagge i familjen långhorningar. Den är 5 till 8 millimeter lång. 